# Altura de la x
En tipografía, la altura de la x hace referencia a la altura de las letras en minúscula (caja baja) sin tener en cuenta ni los ascendentes ni descendentes. Se mide desde la línea base hasta el punto más alto de las letras sin ascendentes. También se llama ojo medio o núcleo del carácter, denominación resultante de nombrar la parte central del ojo del carácter en sentido vertical. El ojo del carácter es el conjunto de elementos cortados en la superficie del tipo y que conforman el carácter o letra. Como las letras que presentan curvas o vértice en los trazos superiores o inferiores deben dibujarse un poco por encima y por debajo de las líneas que las enmarcan para parecer del mismo tamaño que las otras, se suele tomar la letra x como referencia.
La altura de la x no debe confundirse con el cuerpo de la letra que incluye la totalidad de las partes de la letra. Tampoco se debe confundir con la altura del tipo que hace referencia a la profundidad de la pieza de fundición que contiene la letra.
La altura de la x es un rasgo característico del diseño de una tipografía e influye en su legibilidad.

 En este ejemplo vemos dos tipografías del mismo cuerpo, American Typewriter y Nicolas Cochin, con una altura de la x bastante diferente
En tipografía la altura de la x o tamaño del cuerpo se refiere a la distancia entre la línea base y la línea media en un tipo de letra. Generalmente era la altura del tipo correspondiente a la letra x minúscula, (de donde viene el término) y también de la u, v, w y z. Las letras redondeadas como la a, c, e, m, n, o, r y s, que no tienen cola,  tienden a sobrepasar ligeramente la altura de la x. En la tipografía moderna es un mero parámetro de diseño, aunque la x suele tener esa altura, pero en estilos de caligrafía manual o decorativa no siempre es el caso.

## La altura de la x y la legibilidad[1][2]

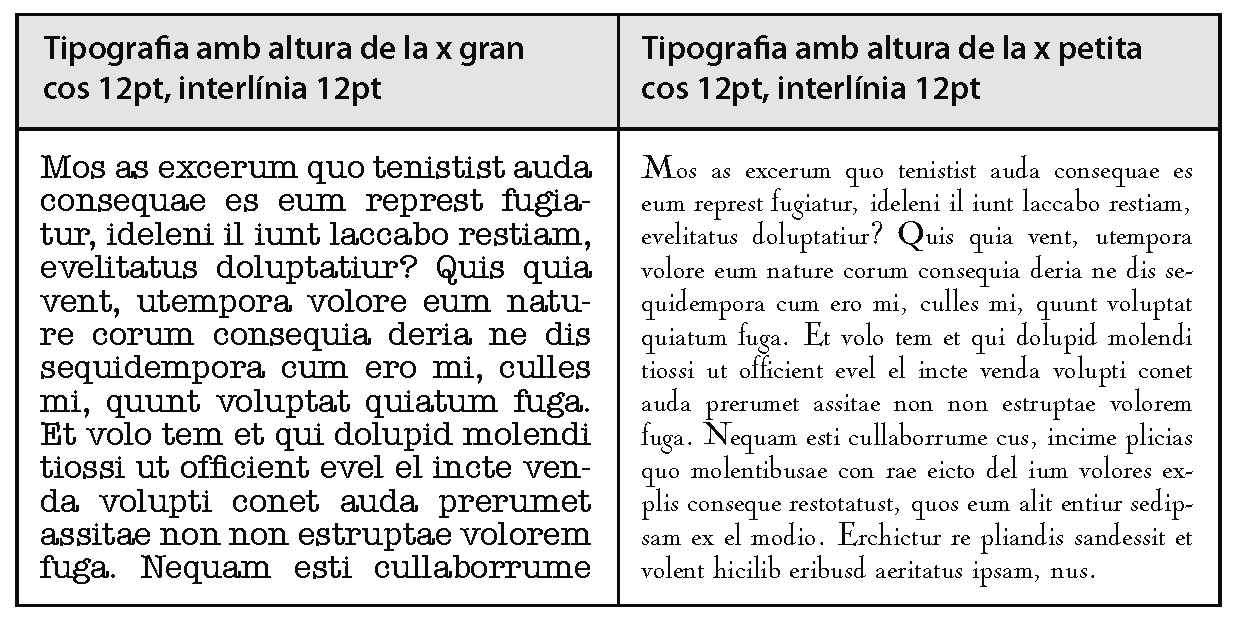
Aspecto de dos textos del mismo cuerpo y con la misma interlínea pero con altura de la x diferente

Si bien es cierto que en la legibilidad de un texto intervienen múltiples factores que tienen que ver con la composición de la página, como el ancho de columna, el cuerpo, el interlineado..., hay que tener en cuenta la altura de la x como un factor importante que afecta a la legibilidad de los caracteres, principalmente en cuerpos de texto pequeños. Ascendientes y descendientes juegan un papel importante a la hora de reconocer los caracteres y de fijar la imagen de la palabra y gracias a ellos conseguimos distinguir una forma de otra como, por ejemplo, la h de la n.
Parece pues, que una altura de la x pequeña incrementa el espacio en blanco entre líneas y enfatiza la imagen de la línea de texto, mientras que una altura de la x demasiado grande puede dificultar la velocidad de lectura pues uniforma la imagen de la línea. Pero hay estudios que concluyen que los tipos con una altura de la x grande pero moderada son generalmente más legibles en cuerpos pequeños que otros. Parece que el incremento de la altura de la x aumenta la legibilidad como si fuera un tipo de un cuerpo más grande. Así ocurre que fuentes diferentes pueden tener una legibilidad similar si se presentan con una misma altura de la x.

## La altura de la x y la economía del espacio[1]
La necesidad económica lleva históricamente a pretender insertar más caracteres en una línea y más líneas en una página. Desde los escribanos con el uso de la escritura gótica, pasando por el impresor que debe reducir costes y hacer libros transportables hasta los diseñadores de webs que tratan de insertar el máximo contenido en la pantalla para evitar tener que cambiarla.
Pierre Hault fue el pionero en empezar a modificar la altura de la x para conseguir economizar el texto. Entre 1557 y 1559 cortó el tipo Philisophie Romaine que tenía la altura de la x ligeramente mayor que el tipo de Garamond común en la época. De esta manera permitió componer textos en cuerpos más pequeños que eran tan legibles como los de otros tipos de letra compuestos en cuerpos más grandes.

## La altura de la x y el interlineado[4]
Las tipografías con una altura de la x grande con respecto al cuerpo tienen ascendientes y descendientes cortos. Con una regleta igual al tamaño del cuerpo, el texto tiene un aspecto pesado, da un gris demasiado oscuro, le falta blanco. En cambio las tipografías con una altura de la x pequeña, con ascendientes y descendientes largos dan un gris mucho más claro. Para compensar este efecto, las tipografías con una altura de la x gran deben aumentar la interlínea, lo que anula en parte la economía de espacio conseguida al aumentar la altura de la x.

## La altura de la x y la función del tipo[5]
El uso que se hará de una tipografía o tipo marcará las proporciones de sus caracteres. Para una tipografía de texto los ascendientes deben ser lo suficientemente grandes, incluso más que la altura de las mayúsculas, para permitir distinguir fácilmente unos caracteres de otros.
Una altura demasiado pequeña de la x puede no resultar apropiada para una tipografía de texto pero para una de titulares puede resultar una decisión acertada.

## La altura de la x y la serie tipográfica[5]
En las versiones fina y negra de un mismo tipo, la altura de la x de la negra debe ser superior a la de la fina pues en caso de ser igual, la versión negra parecerá ópticamente más pequeña que la fina cuando se combinen en una misma línea de texto.
Las letras minúsculas cuya altura es mayor que la altura de la x porque tienen trazos descendentes que sobrepasan la línea base son y, g, q y p, tienen colas inferiores, o bien tienen ascendentes que sobrepasan la altura de la x como la l, k, b y d, letras de cola superior. La relación entre la altura de la x y la altura del cuerpo es una de las principales características que definen la apariencia de un tipo de letra.
Esta distancia determina el tamaño (cuerpo) de la letra, midiéndola por punto tipográficos. A través del tiempo se han definido diversas medidas.